# شنل تررو
شنل تررو (به انگلیسی: Chanel Terrero) (زاده ۲۸ ژوئیهٔ ۱۹۹۱) خواننده، رقصنده، بازیگر کوبایی-اسپانیایی است.
او نماینده اسپانیا در مسابقه آواز یوروویژن ۲۰۲۲ بود و به مقام سوم دست یافت.